# Salvatore Todaro
Salvatore Bruno Todaro (Messina, Itàlia, 16 de setembre de 1908 - arxipèlag de la Galite, Tunísia, 14 de desembre de 1942) va ser un oficial naval italià. Comandant de submarins de la Regia Marina durant la Segona Guerra Mundial on va destacar especialment per la seva participació en la batalla de l'Atlàntic.

## Biografia

### Carrera
Todaro va néixer a Messina, Sicília, però va créixer a Chioggia. Va ingressar a l'Acadèmia Naval de Liorna el 18 d'octubre de 1923 i es va graduar amb el grau d'alferes el 1927. L'any següent va ser ascendit a tinent i enviat a Tàrent per assistir al curs d'observació aèria. El 1931 fou assignat a la seu del Departament Naval Jònic i de l'Adriàtic Meridional a Tàrent, i al creuer pesant Trieste l'any següent.
El 1933 es va casar a Liorna amb Rina Anichini, amb qui va tenir dos fills, Gian Luigi (nascut el 1939) i Graziella Marina (nascuda el 1943, després de la seva mort). El 27 d'abril de 1933, Todaro es va veure implicat en un accident d'avió a La Spezia a bord d'un hidroavió Savoia-Marchetti S.55, en el qual estava embarcat com a observador. L'onada produïda pel torpede llençat per l'hidroavió quan volava a flor d'aigua el va fer estavellar al mar. Todaro va patir una fractura vertebral que l'obligaria a portar una cotilla durant la resta de la seva vida.
El primer d'octubre de 1934, i després de servir al comandament de la Regia Aeronautica de la mar Tirrena del Nord, va tornar a les files de la Regia Marina. Des del 4 d'octubre de 1935 Todaro va ser assignat al 146è Esquadró d'Hidroavions de la Força Aèria de Sardenya, i l'any següent va esdevenir oficial executiu dels submarins Marcantonio Colonna (del 27 d'abril al 14 de desembre de 1936) i Des Geneys (des del 14 de desembre de 1936). El 22 de maig de 1937 va obtenir el seu primer comandament, el petit submarí costaner H4, participant a la Guerra Civil espanyola amb patrulles contra la navegació republicana; després va comandar el Macallè durant el 1938-39 i el Jalea durant el 1939-40.
El 27 d'abril de 1940 va assumir el comandament del submarí Luciano Manara. El primer de juliol de 1940, vint dies després de l'entrada d'Itàlia a la Segona Guerra Mundial, va ser ascendit a tinent comandant, i el 26 de setembre se li va donar el comandament del nou submarí oceànic Comandante Cappellini. Poc després de la finalització, Cappellini va ser traslladat a la nova base de Betasom, a Bordeus, per participar en la Batalla de l'Atlàntic.
El 27 d'abril de 1940 va assumir el comandament del submarí Luciano Manara (de la classe Bandiera), el primer de juliol de 1940, vint dies després de l'entrada d'Itàlia a la Segona Guerra Mundial, va ser ascendit a tinent comandant, i el 26 de setembre se li va concedir el comandament del flamant submarí oceànic Comandante Cappellini (de la classe Marcello). Todaro i el Cappellini van ser assignats a la base oceànica de BETASOM a Bordeus, des de la qual els submarins italians operaven durant la Batalla de l'Atlàntic amb el compromís de bloquejar les rutes marítimes entre els Estats Units i la Gran Bretanya.

### Batalla de l'Atlàntic

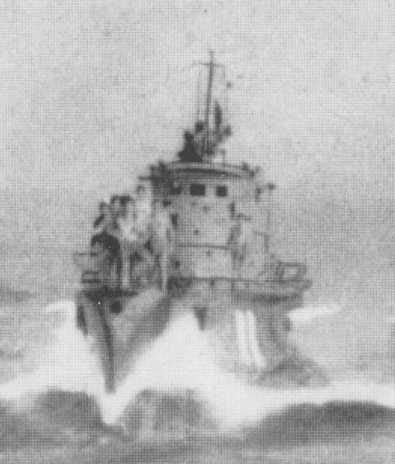
Comandante Cappellini, comandat per Todaro durant la batalla de l'Atlàntic.

La nit del 16 d'octubre de 1940, durant la seva primera patrulla atlàntica davant l'illa de Madeira, el Cappellini va albirar el vapor belga Kabalo (de 5.186 tones), que transportava recanvis d'avió, i després de disparar sense èxit tres torpedes, el va enfonsar amb el seu canó de coberta. Després, el submarí es va acostar a un bot salvavides on hi havia vint-i-sis supervivents i el va remolcar durant quatre dies cap a les Açores. Quan el bot va començar a enfonsar-se després de ser danyat pels cops de mar, el quart dia, Todaro va fer portar els supervivents a bord del submarí i es va dirigir a l'illa de Sal, Cap Verd, on van ser desembarcats amb seguretat en territori neutral. A un oficial belga que va expressar la seva sorpresa per la iniciativa humanitària del seu rescatador, Todaro va respondre: "Soc un mariner com vostè. Estic convençut que en el meu lloc vostè hauria fet el mateix".
El 22 de desembre de 1940, Todaro va partir de Bordeus cap a una altra missió al comandament del Cappellini. El 5 de gener de 1941, al tram de l'oceà entre les illes Canàries i la costa africana, Cappellini va atacar el vaixell de vapor armat britànic Shakespear de 5.029 tones, enfonsant-lo després d'un duel prolongat amb armes en què va morir un artiller italià. Un cop enfonsat, Todaro va tornar a remolcar el bot salvavides amb vint-i-dos supervivents fins a l'arxipèlag de Cap Verd on van atracar amb seguretat. El Cappellini va reprendre la seva missió de patrullatge i el 14 de gener va atacar el mercader armat britànic Eumaeus de 7.472 tones davant de Freetown; després del llançament infructuós de dos torpedes i d'un tiroteig prolongat en què nou artillers italians van resultar ferits i l'oficial executiu del submarí, el tinent Danilo Stiepovich, va ser assassinat, l'Eumeu va ser enfonsat. Poc després, el Cappellini va ser atacat i danyat per un hidroavió Supermarine Walrus. Els danys van obligar Todaro a buscar refugi al Port de Las Palmas a l'illa de Gran Canària. Després de reparacions precipitades que van durar tres dies, el Cappellini va salpar el 23 de gener de 1941 i va tornar a Bordeus. Per aquesta missió, Todaro va rebre una Medalla al Valor Militar.

### Servei MAS
El novembre de 1941 Todaro va ser traslladat a petició pròpia al servei MAS, sent destinat a la 4a Flotilla del MAS, estacionada a la mar Negra. Es va distingir durant el setge de Sebastòpol, sent guardonat amb una altra Medalla d'Argent al Valor Militar.
Després va ser transferit a la 10a Flotilla MAS, la unitat d'operacions especials de la Regia Marina, sent l'encarregat de planificar i dur a terme atacs d'embarcacions d'assalt als ports controlats pels aliats a l'Àfrica del nord francesa durant l'Operació Torxa. El 13 de desembre de 1942, mentre tornava d'una d'aquestes operacions, va morir mentre dormia quan el vaixell d'arrossegament armat Cefalo, utilitzat com a nau capitana per a embarcacions d'assalt, va ser metrallat per un Supermarine Spitfire a l'arxipèlag de la Galite. Va ser guardonat pòstumament amb la Medalla d'Or al Valor Militar, i una classe de submarins de la marina italiana va rebre el seu nom.